# رهمالی
راهمالی(Rahmali , به زبان لری‌بویراحمدی رهمالی) روستایی از توابع بخش کبگیان شهرستان دنا در استان کهگیلویه و بویراحمد ایران است.که طایفه گودسرابی در آن سکونت دارد. از جاذبه های گردشگری این روستا: سِرنجِلکُل راهمالی، تنگ اسپَهری، تنگ پلنگی، گردنه راهمالی و ...

## جمعیت
این روستا در دهستان کبگیان قرار دارد و براساس سرشماری مرکز آمار ایران در سال ۱۳۸۵، جمعیت آن ۲۸۸ نفر (۷۰خانوار) بوده‌است.

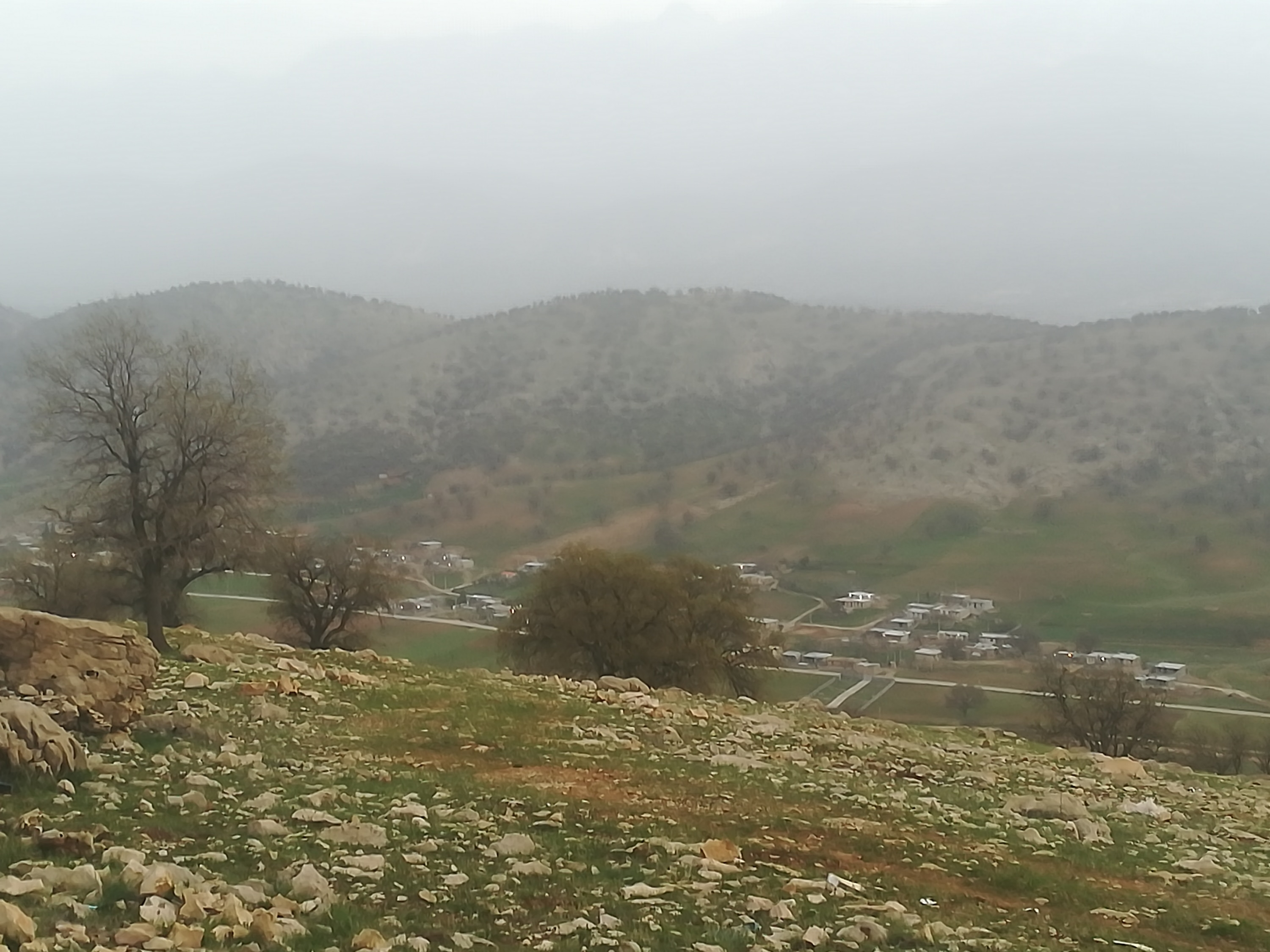